# Utica (Karolina Południowa)
Utica – jednostka osadnicza w Stanach Zjednoczonych, w stanie Karolina Południowa, w hrabstwie Oconee.